# هركولانيوم
هركولانيوم (باللاتينية: Herculaneum) هي مدينة رومانية قديمة تقع في بلدية إركولانو الحالية في كمبانية، إيطاليا. طُمرت المدينة تحت الرماد البركاني وحجر الخُفاف في أثناء ثوران جبل فيزوف في عام 79 م.
تُشتهر هيركولانيوم، كمدينة بومبي المجاورة، بكونها واحدة من المدن القديمة القليلة التي بقيت سليمة تقريبًا، إذ إن الرماد الذي غطاها حماها من النهب والعوامل الأخرى. وعلى الرغم من أنها أقل شهرة من مدينة بومبي اليوم، إلا أنها كانت، ولمدة طويلة، أول مدينة فيزوفية اكتُشفت (في عام 1709). أما مدينة بومبي فاكتُشفت في عام 1748 وجرى التعرف عليها في عام 1763. على عكس بومبي، فإن الصخور البركانية الفتاتية التي غطت هيركولانيوم بشكلٍ أساس، تكربنت (تحولت إلى كربون) وحافظت على مزيدٍ من الأشياء الخشبية كالأسقف والأسرّة والأبواب، بالإضافة إلى مواد عضوية أخرى مثل خبز هيركولانيوم وورق البردي.
وفقًا للحكاية التقليدية، أعيد اكتشاف المدينة مصادفةً في عام 1709 في أثناء حفر بئرٍ. إلا أنه كان قد عُثر على بقايا المدينة في أثناء أعمال حفرٍ سابقة. قام باحثون عن الكنوز في السنوات التي تلت اكتشاف الموقع، بحفر أنفاق وبالاستيلاء على القطع الأثرية. إلى أن بدأت أعمال التنقيب النظامية في عام 1738 واستمرت بشكل غير منتظم منذ ذلك الحين. نُقّب اليوم عن جزء بسيط فقط من الموقع القديم، وتحول التركيز إلى الحفاظ على الأجزاء التي نُقّب عنها مسبقًا بدلًا من الكشف عن مزيدٍ منها.
كانت هيركولانيوم مدينة أكثر ثراءً من بومبي على الرغم من كونها أصغر وتعدادها السكاني نحو 5000 نسمة. وكانت كذلك ملاذًا ساحليًا للنخبة الرومانية، وينعكس ذلك أيضًا في الكثافة غير العادية للمنازل الفاخرة التي تتميز بالاستخدام الباذخ للكسوة الرخامية الملونة. تشتمل مباني المدينة القديمة على ما يُعرف بفيلا البرديات وما يسمى «بيوت القوارب»، إذ عُثر على بقايا هياكل عظمية لما لا يقل عن 300 شخص.

## تاريخ هيركولانيوم
يذكر ديونيسيوس من هاليكارناسوس أن البطل اليوناني هرقل أسس المدينة. لكن وفقًا لسترابو، فإن شعب الأوسكان هو من أسس أول مستوطنة. سيطرت الحضارة الإترورية على المنطقة بعد ذلك، إلى أن أطاح بها الإغريق فيما بعد. أطلق الإغريق على المدينة اسم هيراكليون واستخدموها كمركز تجاري بسبب قربها من خليج نابولي. خضعت هيركولانيوم في القرن الرابع قبل الميلاد لسيطرة شعب السامنيت.
بُنيت أسوار المدينة في القرن الثاني قبل الميلاد، (بسماكةٍ تتراوح بين مترين وثلاثة أمتار)، وبُنيت في الأساس من الحصى الكبيرة، باستثناء القسم الساحلي المصنوع من حجر الأوبوس راتيكولاتوم. وشاركت المدينة في الحرب الاجتماعية (91-88 قبل الميلاد) إلى جانب «الحلفاء» ضد روما، وهزمها تيتوس ديديوس، أحد مبعوثي القائد لوسيوس كورنيليوس سولا. فقدت الأسوار في أعقاب الحرب غرضها الوقائي ودُمجت مع المنازل والمباني المجاورة، مثل بيت النُزُل. أصبحت هيركولانيوم بلدية رومانية في عام 89 قبل الميلاد.
أدى ثوران جبل فيزوف في عام 79 م إلى دفن هيركولانيوم تحت الرماد على عمق نحو 20 مترًا (66 قدمًا). ظلت المدينة مخفيّة وسليمة إلى حدٍّ كبير حتى أصبحت الاكتشافات من خلال حفر الآبار والأنفاق معروفة على نطاقٍ واسع تدريجيًا، لا سيما بعد استكشافات الأمير إيمانويل موريس، دوق إلبوف، في أوائل القرن الثامن عشر. استمرت الحفريات على نحوٍ متقطع حتى الوقت الحاضر، ويمكن اليوم رؤية عديد من الشوارع والمباني، على الرغم من أن أكثر من 75٪ من المدينة لا يزال مدفونًا. وتقوم اليوم بلدتا إركولانو وبورتيشي الإيطاليتان فوق مدينة هيركولانيوم. دُعيت بلدة إركولانو، ريسينا حتى عام 1969 ومن ثمّ اعتُمد الاسم الحديث تكريمًا للمدينة القديمة.

### ثوران بركان عام 79 م
يمكن إعادة بناء مسار ثوران البركان وتوقيته على أساس الحفريات الأثرية من جهة، ورسالتين كتبهما بلينيوس الأصغر إلى المؤرخ الروماني تاسيتس من جهة أخرى.
بدأ جبل فيزوف في اليوم الأول من الثوران ونحو الساعة الواحدة ظهرًا، بقذف المواد البركانية عاليًا في السماء لآلاف الأمتار. وبعد أن وصل عمود الرماد إلى ارتفاع 33-27 كم (21-17 ميلًا)، تسطّح الجزء العلوي من العمود، ما دفع بلينيوس إلى وصفه لتاسيتس بأنه أشبه بشجرة صنوبر ثمرية. هبت الرياح السائدة في ذلك الوقت نحو الجنوب الشرقي متسببةً في سقوط المواد البركانية في المقام الأول على مدينة بومبيي والمنطقة المحيطة بها. ونظرًا لأن هيركولانيوم تقع غرب فيزوف، فقد تأثرت بشكل طفيف فقط خلال المرحلة الأولى من الثوران. بينما انهارت الأسطح في بومبيي تحت وطأة الحطام المتساقط، إذ سقطت بضع سنتيمترات فقط من الرماد على هيركولانيوم، ما تسبب في أضرارٍ طفيفة؛ لكنّ ذلك دفع معظم السكان إلى الفرار.
استمر البركان في قذف عمود عالٍ من الرماد والحجر الخُفاف الذي أخذ يتساقط مغطيًّا المنطقة. وفي الساعة الواحدة من صباح اليوم التالي، انهار العمود البركاني على جبل فيزوف وأطرافه. وتدفقت أول موجة من الحمم البركانية المكونة من خليط من الرماد والغازات الساخنة، أسفل الجبل وعبر مدينة هيركولانيوم التي أُخلي معظم سكانها بسرعة 160 كم/ساعة. وتسببت ست تدفقات متتالية في دفن مباني المدينة على عمق 20 مترًا تقريبًا (66 قدمًا)، ما تسبب في أضرار طفيفة في بعض المناطق، محافظًا على الهياكل والأشياء والضحايا سليمة تقريبًا. إلا أن مناطق أخرى تضررت على نحوٍ كبير، فتهدمت جدران وانهارت أعمدة وهياكل كبيرة أخرى؛ تفجّر تمثال رخامي لماركوس نونيوس بالبوس بالقرب من الحمامات على بعد 15 مترًا (49 قدمًا) وعُثر على هيكل عظمي متفحم مرفوعًا لمسافة 2.5 مترًا (8 قدم 2 بوصة) فوق مستوى سطح الأرض في حديقة دار تيليفوس للإغاثة.
ثَبُتَ أن تاريخ ثوران البركان كان في السابع عشر من أكتوبر أو بعده. ودُعم هذا الافتراض لمدة طويلة بعدة جوانب: أولها، أن الأشخاص المدفونون في الرماد كانوا يرتدون ملابس أثقل من الملابس الصيفية الخفيفة التي تُلبس عادةً في شهر أغسطس؛ ثانيها، أن الفواكه والخضروات الطازجة في المتاجر كانت نموذجية لشهر أكتوبر، وعلى العكس من ذلك، كانت الفاكهة الصيفية النموذجية لشهر أغسطس تُباع مسبقًا في شكل مجفف أو محفوظ. أما ثالث تلك الأدلة، فهو أن جرار تخمير النبيذ كانت قد أُغلقت وهو ما يحدث عادةً في نهاية شهر أكتوبر على وجه التقريب؛ رابعًا، تحمل إحدى العملات المعدنية التي وُجدت في محفظة امرأة مدفونة في الرماد، التزكية بالإمبراطور الخامس عشر من بين ألقاب الإمبراطور ولا يمكن أن تكون قد سُكّت قبل الأسبوع الثاني من شهر سبتمبر.
أظهرت الأبحاث متعددة التخصصات حول التأثيرات القاتلة للاندفاعات البركانية في منطقة فيزوف أن الحرارة الشديدة كانت السبب الرئيس لوفاة الأشخاص الذين اعتُقد سابقًا أنهم ماتوا اختناقًا بالرماد في محيط بومبي وهيركولانيوم. إذ أنه من المحتمل أن يؤدي التعرض لدرجة حرارة تساوي أو تزيد عن 250 درجة مئوية (480 درجة فهرنهايت) إلى مقتل السكان ضمن نطاق 10 كيلومترات، بما في ذلك أولئك الذين يحتمون ضمن المباني.

### علم الآثار
شرع الأمير إيمانويل موريس، دوق إلبوف، في بناء فيلا في غراناتيللو المجاورة، وبات مهتمًا بالحكايات المحلية حول الآبار التي تحتوي على منحوتات وأعمال فنية عتيقة من أجل عملية تجهيزها. وحصل في عام 1709 على موقع بئر حُفر مؤخرًا، وحفر نفقًا أسفله بحثًا عن المنحوتات. وصل النفق إلى ما سيُجعل لاحقًا مسرحًا، حيث كُشف عن منحوتات رائعة. من بين أقدم المنحوتات المكتشفة، منحوتتين لامرأتين من هيركولانيوم منفّذتين بشكل رائع، توجدان حاليًا ضمن مجموعة المنحوتات في درسدن. توقفت عمليات الحفر في عام 1711 بسبب القلق بشأن استقرار الهياكل أعلاه.